# Gong (instrument)
Pour les articles homonymes, voir Gong.

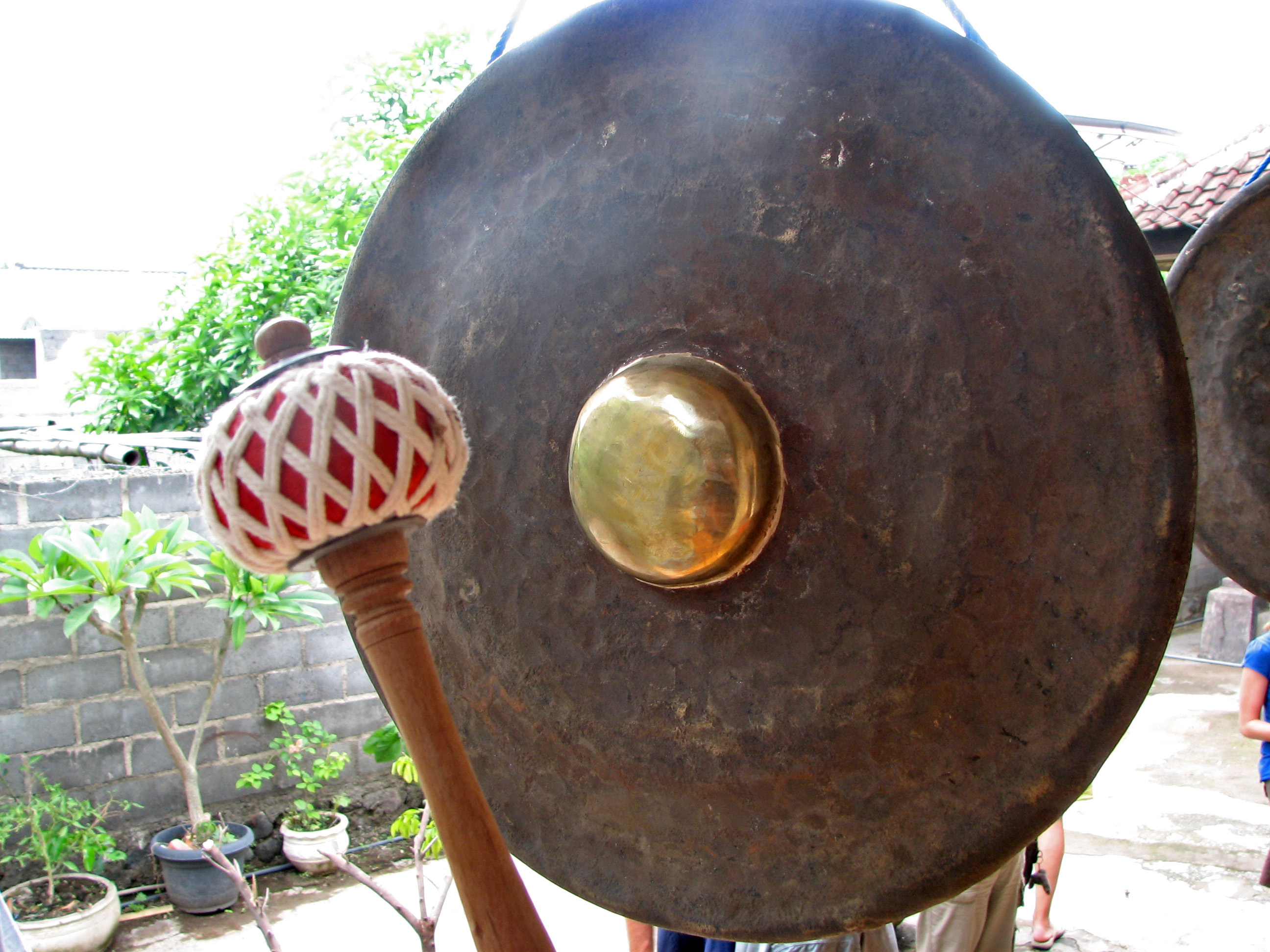
Gong dans une fabrique de gongs à Bali.

Le gong  désigne une variété d'instruments de musique de percussion en métal. Il ne faut pas le confondre avec le tam-tam, ce dernier a une hauteur indéfinie alors que le gong est accordé. Le terme vient du malais et du javanais mais est très répandu à travers l'Asie. L'instrument en lui-même provient vraisemblablement des percussions en bronze de Chine et des cymbales d'Asie Centrale .

## Types

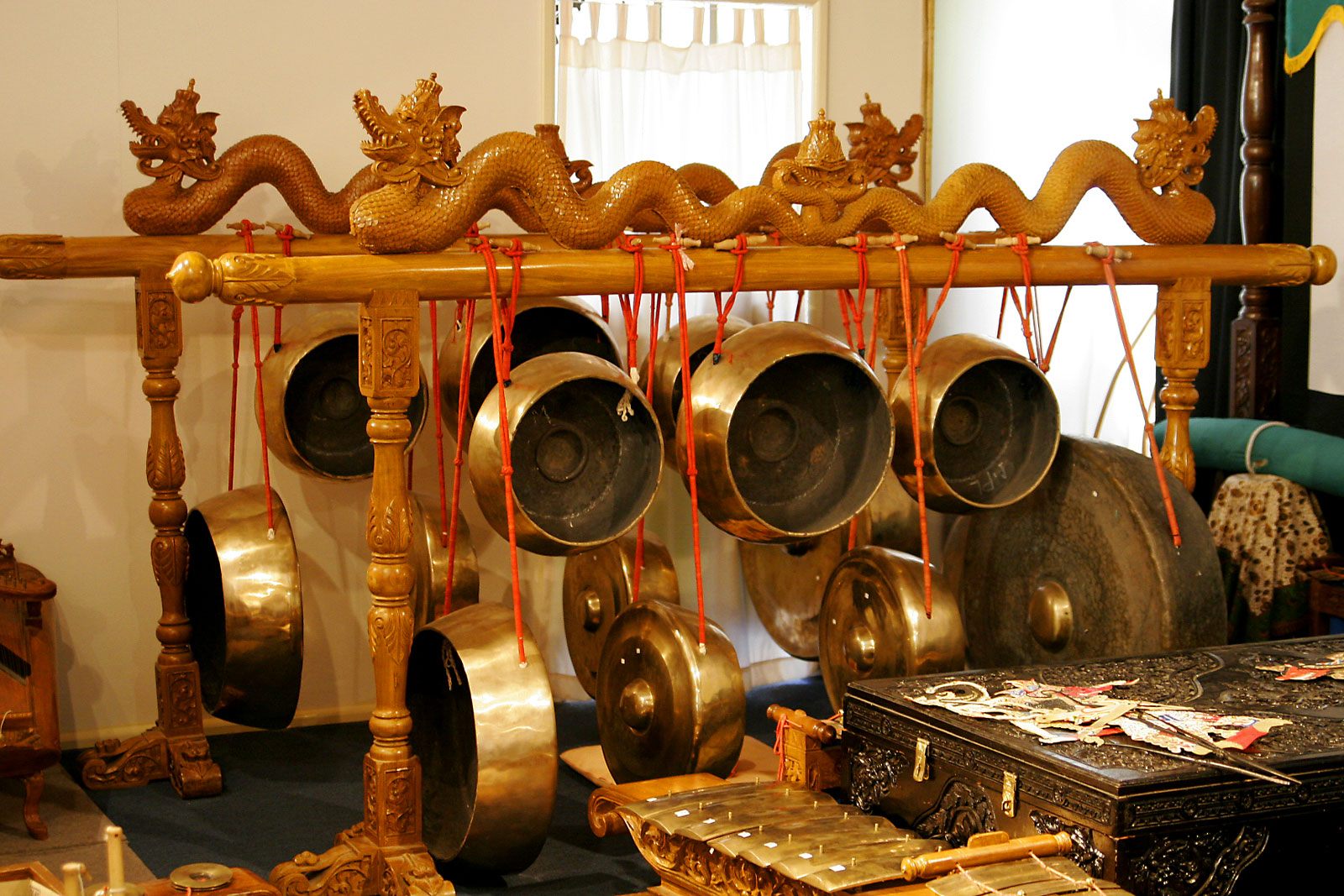
Gongs suspendus d'orchestre javanais gamelan.

Les gongs sont principalement de deux types :

### Gongs suspendus
Ces gongs sont plus ou moins plats et circulaires. Ils sont suspendus verticalement par des cordes passées à travers des trous sur la partie haute du disque.
On les frappe à l'aide d'un bâton dont la taille est proportionnelle au gong. Les plus grands gongs peuvent être préparés en les frappant légèrement avant de donner le véritable coup ce qui permet d'améliorer la qualité du son. Les grands gongs ont un son très puissant. Les plus petits gongs sont joués avec des baguettes de bambou ou de batterie occidentales.

### Gongs bols
Les gongs bols ont une forme de bol et reposent sur un trépied, généralement réalisés en bronze ou laiton bien que d'autres alliages soient utilisés. Ils sont joués de différentes façons, toutes n'étant pas strictement rattachées aux percussions. Le disque peut être tapé avec les doigts ou avec un bâton. Ils sont utilisés dans les temples, particulièrement dans le bouddhisme.